# Lost! (chanson de Coldplay)
Pour les articles homonymes, voir Lost.
Singles de Coldplay
Lovers in Japan
(2008) Lhuna
(2008)
Pistes de Viva la Vida or Death and All His Friends
Cemeteries of London 42
Lost! est une chanson du groupe Coldplay et extraite de l'album Viva la Vida or Death and All His Friends. La chanson a été enregistrée en janvier 2007 pour sortir en single le 10 novembre 2008.
La chanson a connu plusieurs versions:
- Lost!, qui est, donc, la version officielle.
- Lost?, une version acoustique au piano.
- Lost+, chantée en duo avec le rappeur américain Jay-Z et extraite de l'EP Prospekt's March.
- Lost-, version instrumentale de Lost!.
- Lost@, version live enregistrée au United Center de Chicago, le 22 juillet 2008.

## Formats
| 1. | Lost!                  | 3:55 |
| 2. | Lost? (acoustique)     | 3:42 |
| 3. | Lost@ (live à Chicago) | 3:55 |
| 4. | Lost+ (avec Jay-Z)     | 4:16 |

| 1. | Lost!                | 3:55 |
| 2. | Lost? (acoustique)   | 3:42 |
| 3. | Lost- (instrumental) | 3:55 |

| 1. | Lost+ (avec Jay-Z)     | 4:16 |
| 2. | Lost@ (live à Chicago) | 3:55 |